# Karl-Peter Naumann

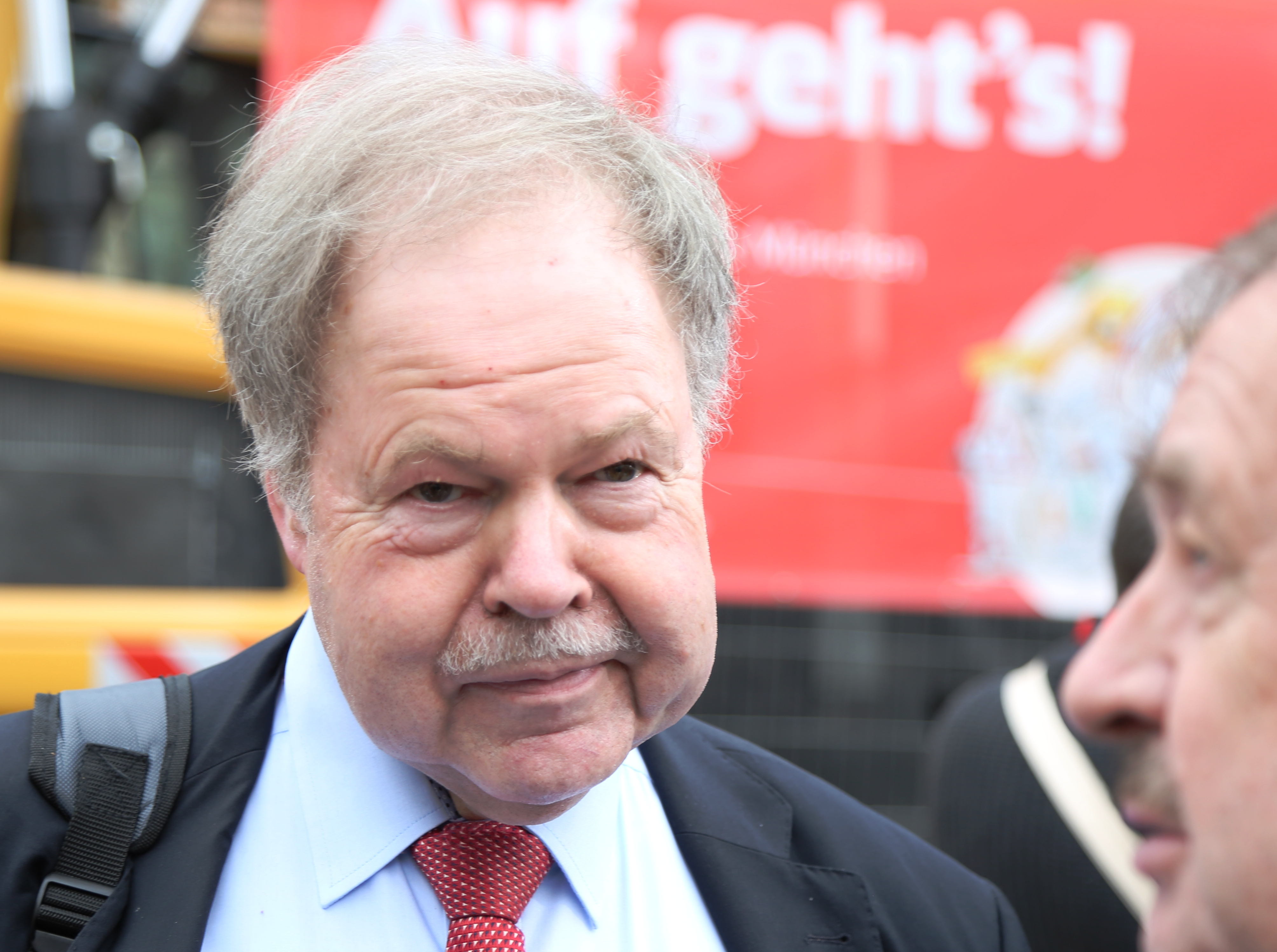
Karl-Peter Naumann, 2017

Karl-Peter Naumann (* 25. Oktober 1950 in Hamburg-Harburg) ist Ehrenvorsitzender des Fahrgastverbandes Pro Bahn, dessen Bundesvorsitzender er von März 1996 bis März 2012 war. Außerdem ist er stellvertretender Vorsitzender der Allianz pro Schiene.

## Leben
Naumann machte sein Abitur im Jahr 1970 am Alexander-von-Humboldt-Gymnasium in Wilstorf und ist Diplom-Chemiker. Er war 1981 Mitbegründer der Fahrgastinitiative Hamburg (FIH) und 1986 Gründungsmitglied des Verkehrsclubs Deutschland (VCD).
In den 1990er Jahren leitete er die „Gemischte Kommissionen“, ein Gremium deutscher Fahrgastverbände, und trat mit den beiden Staatsbahnen Deutsche Bundesbahn und Deutsche Reichsbahn, bzw. später mit deren Nachfolgerin Deutsche Bahn AG, in Fachgespräche über Tarife und Fahrpläne.
Im März 1996 übernahm Naumann das Amt des Pro-Bahn-Bundesvorsitzenden von seinem Vorgänger Kurt Bielecki (1935–1999) und war über 16 Jahre durchgängig an der Spitze des Fahrgastverbandes. Sein Nachfolger wurde im Jahr 2012 Jörg Bruchertseifer; Karl-Peter Naumann wurde zum Ehrenvorsitzenden ernannt.
Bei der Allianz pro Schiene bekleidet er ab Gründung im Juni 2000 mit Unterbrechungen das Amt des stellvertretenden Vorsitzenden.
Im Jahr 2002 verklagte die Deutsche Bahn Karl-Peter Naumann wegen zweier Aussagen zum neuen Preissystem. Das Verfahren wurde später eingestellt.
Naumann ist im Presse-Team des Bundesverbandes aktiv, koordiniert die Facharbeit und ist Referent Fährverkehre sowie Pressesprecher des Landesverbandes Schleswig-Holstein/Hamburg.
2022 wurde Karl-Peter Naumann im Rathaus der Freien und Hansestadt Hamburg das Bundesverdienstkreuz am Bande durch Senator Anjes Tjarks überreicht. Damit wurden seine Verdienste und sein Engagement für die Fahrgäste des öffentlichen Verkehrs gewürdigt.

## Kontroversen
2011 sollte Naumann als freier Mitarbeiter für die Deutsche-Bahn-Tochter DB Training tätig werden. Das Vorhaben Naumanns stieß innerhalb von Pro Bahn auf Kritik. Die Anstellung kam nicht zustande.
Nach Ende seines Amts als Vorsitzender 2012 sollte Naumann ein mit 340 000 Euro dotiertes dreijähriges Projekt „Sicherheit im Bahnverkehr“ betreuen. Ein Sozialfonds der Eisenbahn-Verkehrsgewerkschaft (EVG) und des Arbeitgeberverbands Move sollte dieses Pro-Bahn-Projekt finanzieren. Verbandsinterne Kritiker sahen die Unabhängigkeit von Pro Bahn gefährdet. Das Projekt „Security für Mitarbeiter und Fahrgäste von Verkehrsbetrieben“ wurde im August 2013 als Gemeinschaftsaktion der Eisenbahn- und Verkehrsgewerkschaft, „Pro Bahn Service“ und der Gewerkschaft der Polizei gestartet und im März 2016 abgeschlossen. Das Management lag hier beim IMU-Institut.